# Алиев, Тахир Юнис оглы
Тахир Юнис оглы Алиев (азерб. Tahir Yunis oğlu Əliyev; род. 9 апреля 1954, Джылфыр, Губадлинский район) — азербайджанский государственный деятель.

## Карьера
Первым политическим назначением Алиева стало его вхождение в состав Совета обороны Азербайджана, созданного 29 сентября 1991 года по распоряжению президента Азербайджана Аяза Муталибова в целях обеспечения безопасности и обороны Азербайджана. Алиев находился в числе восьми членов Совета, в обязанности которых входило решение вопросов государственной безопасности.
25 декабря 1991 года Алиев был назначен начальником Управления МВД Азербайджана по Карабахской области.
Впоследствии он был повышен в звании до генерал-майора и 24 февраля 1992 года, в период эскалации Первой карабахской войны и за два дня до Ходжалинской резни, занял должность министра обороны Азербайджана. Алиев сменил на этом посту временного министра Шахина Мусаева, который в то время был ещё и начальником Генерального штаба Вооружённых сил Азербайджана. Мусаев временно возглавил министерство после того, как предыдущий министр обороны Таджеддин Мехтиев был уволен 17 февраля 1992 года из-за неспособности удерживать фронт и потери стратегических для Азербайджана деревень Киркиджан, Малыбейли, Ашагы Кушчулар, Юхары Кушчулар и Карадаглы, перешедших под контроль армянских войск.
16 марта 1992 года исполняющий обязанности президента Азербайджана Якуб Мамедов отстранил Алиева от должности министра обороны, переместив его на пост министра внутренних дел Азербайджана на следующий день. Алиев оставался на этом посту до 25 апреля 1992 года.
После того, как в июне 1993 года Гейдар Алиев принял на себя временные президентские обязанности в качестве спикера Национального собрания Азербайджана, 28 июля того же года Тахир Алиев был назначен председателем Государственного таможенного комитета. Из-за обвинений в коррупции и незаконных сделках, проводимых им, был освобождён от своих обязанностей Гейдаром Алиевым 9 января 1995 года.